# Aleksa Ukropina
Aleksa Ukropina (montenegrói cirill átírással: Алекса Укропина) (Belgrád, 1998. szeptember 28. –) világbajnoki 5. helyezett montenegrói válogatott vízilabdázó.